# Artillery Duel
Artillery Duel est un jeu vidéo de stratégie au tour par tour créé par John Perkins et publié par Xonox en 1983. Deux joueurs s’y affrontent, chacun d’eux contrôlant une arme d’un côté de l’écran (un joueur à droite et l’autre à gauche). Chacun à leur tour, les joueurs peuvent tirer un projectile par-dessus les montages qui les séparent en essayant de toucher l’arme adverse. Lorsqu’ils visent, ils doivent prendre en compte plusieurs facteurs comme l’angle de tir, la quantité de poudre utilisée pour charger leur arme et la force et la direction du vent. Les positions des arbres, des montages et des armes des joueurs sont générés aléatoirement pour chaque niveau. Le jeu pose les bases d’un nouveau sous-genre des jeux de stratégie au tour par tour, le jeu d'artillerie, qui sera plus tard popularisé par la série Worms.